# Nicanor Duarte
Nicanor Duarte Frutos (Coronel Oviedo, 11. listopada 1956.) je bivši predsjednik Paragvaja.
Sin je militantnog seljaka. Odrastao je u doba diktatora Alfreda Stroessnera i podupirao je Stroesnerovu stranku Colorado.
Godine 1974. diplomirao je znanost i književnost i otišao raditi kao športski komentator. U 1977. postao je šef odjela za novinare Radija Caaguazu. Četiri godine kasnije pridružio se novinama "Ultima Hora", gdje je radio do 1991. U 1984. završio je pravo na Katoličkom sveučilištu u Asunciónu. Postao je član vladajuće stranke Colorado. Godine 1993., postaje ministar prosvjete i kulture. Godine 1996., dao je ostavku u stranci, zbog političkih kontroverzi. Sljedeće godine odstupio je kao ministar i pridružio se stranci MRC.
Pobijedio je na izborima 2003., i postao je predsjednik Paragvaja. Vladao je kao ljevičar do 14. kolovoza 2008., protivio se slobodnoj trgovini i povezivao se s ljevičarskim vođama u Južnoj Americi. Nakon smrti diktatora Stroessnera u egzilu u Brazilu, zalagao se, da se pokopa u rodnom gradu Encarnacion, na užas oporbe. Nakon prestanka predsjedničkog mandata, postao je član Senata.
Duarteova supruga je María Gloria Penayo Solaeche. Imaju petero djece.